# Marcin Wroński
Marcin Piotr Wroński (ur. 20 kwietnia 1972 w Lublinie) – polski pisarz i redaktor związany z Lublinem, autor m.in. kryminałów retro o komisarzu Zygmuncie (Zydze) Maciejewskim.

## Życiorys
Ukończył studia na Katolickim Uniwersytecie Lubelskim. Jego pierwsze próby literackie miały miejsce już w połowie lat 80. W latach 90. był związany z nurtem trzeciego obiegu, w tym czasie napisał i wydał w Lublinie debiutancki zbiór opowiadań Udo Pani Nocy (1992) oraz powieść Obsesyjny motyw babiego lata (1994), „mikropowieść pijacko-przygodową”, do której ilustracje wykonał Marcin Prus. Jako dziennikarz i felietonista współpracował z lubelskim Radiem TOP (prowadzący audycji Fikcja o północy). Tworzył skecze i piosenki dla prowadzonego przez siebie kabaretu pod nazwą Osoby o Nieustalonej Tożsamości.
Po wyborach samorządowych w 2024 roku został radnym Rady Miasta Lublin IX Kadencji (2024-2029); należy do Klubu Radnych Prezydenta Krzysztofa Żuka.

## Nagrody i wyróżnienia
- Złoty Pocisk w kategorii najlepszy kryminał historyczny 2017 za Czas Herkulesów (2018)[4]
- Medal 700-lecia Miasta Lublin (2017)[5]
- Nagroda Wielkiego Kalibru oraz Nagroda Wielkiego Kalibru Czytelników za Pogrom w przyszły wtorek (2014)[6]
- Nagroda Artystyczna Miasta Lublin dwukrotnie: za rok 2012 (2013) i za rok 2017 (2018, razem z Łukaszem Wittem-Michałowskim)
- Kryminalna Piła dla najlepszej polskiej miejskiej powieści kryminalnej w roku 2013 za Pogrom w przyszły wtorek (2014)
- Nagroda Wielkiego Kalibru Czytelników za Skrzydlatą trumnę (2013)
- Medal Prezydenta Miasta Lublina (2012)[7]
- honorowy tytuł Bene Meritus Terrae Lublinensi (Dobrze Zasłużony dla Ziemi Lubelskiej) w 2009
- siedmiokrotnie nominowany do Nagrody Wielkiego Kalibru w latach 2008–2017
- nominowany do honorowego tytułu Ambasador Województwa Lubelskiego (2015)[8]
- zgłaszany do Paszportu Polityki za Kino Venus (2008) i Skrzydlatą trumnę (2012)

## Twórczość

### Powieści

#### Cykl z komisarzem Zygmuntem (Zygą) Maciejewskim
- Morderstwo pod cenzurą, wyd. I: Lublin, wyd. Red Horse, 2007 (pt. Komisarz Maciejewski. Morderstwo pod cenzurą); wyd. II: Warszawa, Wydawnictwo W.A.B., 2010; wyd. III: Warszawa, Wydawnictwo W.A.B., 2011 (Lato z kryminałem, „Polityka”, 2011, t. 7).
  - Wyd. ros.: Нецензурное убийство, tłum. Jelena Barzowa, Gajane Muradian, Moskwa, Gesharim/Mosty Kultury, 2012.
- Kino Venus, wyd. I: Lublin, wyd. Red Horse, 2008 (pt. Komisarz Maciejewski. Kino Venus); wyd. II: Warszawa, Wydawnictwo W.A.B., 2011; wyd. III: Wydawnictwo W.A.B., Warszawa 2012 (Lato z kryminałem, „Polityka”, 2012, t. 2); wyd. IV: Warszawa, Wydawnictwo W.A.B., 2012.
  - Wyd. ros.: Кинотеатр «Венера», tłum. Natalia Wiertiaczyk, Moskwa, Gesharim/Mosty Kultury, 2012.
- A na imię jej będzie Aniela, Warszawa, Wydawnictwo W.A.B., 2011.
  - Wyd. francuskie:Au nom de l’enquête, tłum. Kamil Barbarski, Arles, Actes Sud, 2020.
- Skrzydlata trumna, Warszawa, Wydawnictwo W.A.B., 2012.
- Pogrom w przyszły wtorek, Warszawa, Wydawnictwo W.A.B., 2013.
- Haiti, Warszawa, Wydawnictwo W.A.B., 2014.
- Kwestja krwi, Warszawa, Wydawnictwo W.A.B., 2014.
- Portret wisielca, Warszawa, Wydawnictwo W.A.B., 2016[9].
- Czas Herkulesów, Warszawa, Wydawnictwo W.A.B., 2017.
- Gliny z innej gliny, Warszawa, Wydawnictwo W.A.B., 2018.

#### Inne
- Obsesyjny motyw babiego lata, Lublin, wyd. PoliART Studio, 1994.
- Wąż Marlo, tom I, Lublin, wyd. Fabryka Słów, 2006.
- Officium Secretum. Pies Pański, Warszawa, Wydawnictwo W.A.B., 2010.

### Opowiadania
- Udo Pani Nocy i inne opowiadania, Lublin 1992 (zbiór opowiadań).
  - Klaustrofobia wśród trybów
  - Niespodziewany powrót zimy
  - Udo Pani Nocy
  - Wychodząc w mgłę
- Dni miodnego lata, „Mała Ulicznica” nr 7, 1993.
- Parasolnikow, „Lampa i Iskra Boża” nr 7, 1994.
- Nocna zmiana, „Mała Ulicznica” nr 8, 1994
- Baedecker lubelski (z Opowieści do trolejbusu), „Mała Ulicznica” nr 10, 1995.
- Nadzwyczajna głębia uczuć (z Opowieści do trolejbusu), „Lampa i Iskra Boża” nr 10 (15), 1996.
- Historia nieudaczności (fragmenty), [w:] Od Nowa. Siedlecka antologia młodej prozy, Siedlce, Miejski Ośrodek Kultury, 1998.
- Siedemdziesiąt, osiemdziesiąt, dziewięćdziesiąt..., „Ulica Wszystkich Świętych. Miesięcznik Mail Artu” nr 9 (47), 2003.
- Tfu, pluje Chlu!, czyli Opowieści z Pobrzeża, Lublin, Fabryka Słów, 2005 (zbiór opowiadań).
  - Marlo zwany Wężem
  - Bath zwany Dziadem
  - Sępy
  - Kannabi i szósty statek
  - Czarny Zawój zwany... Białym Zawojem
  - Torik zwany Wieśniakiem
  - Nzalan zwany Śmierciuchem
  - Boih zwany Ulubieńcem
  - Co na ziemi, to na niebie...
- Mons 44, [w:] Deszcze niespokojne (antologia), Lublin, Fabryka Słów, 2005.
- Niewiele brakowało, [w:] Tempus fugit (antologia), t. I, Lublin, Fabryka Słów, 2006.
- Piękne jesteście, przyjaciółki moje, [w:] A.D. XIII (antologia), t. I. Lublin, Fabryka Słów, 2007.
- Do widzenia, przyjacielu, [w:] Autor przychodzi wieczorem (antologia), Warszawa, Wydawnictwo W.A.B., 2012.
- Widokówki z Chartres / Postcards from Chartres / Cartes Postales de Chartres / Ansichten uit Chartres, Citybooks 2012 (tłum. ang. Antonia Lloyd-Jones, fr. Charles Zaremba, hol. Karol Lesman)[10].
- Czarcia łapa, [w:] Rewers (antologia), Poznań, Czwarta Strona, 2016.
- Trupów hurtowo trzech, [w:] Trupów hurtowo trzech, Poznań, Media Rodzina, 2017.

### Dramaty
- Pasja według Marcina, „Mała Ulicznica” nr 9, 1994.
- Pasterka i kominiarczyk na motywach baśni H.Ch. Andersena. Teatr Lalki i Aktora im. Hansa Christiana Andersena, reż. Daniel Arbaczewski, premiera 27 XI 2010.
- Legendy Starego Miasta. Córka Złotnika / Old Town Legends. The Goldsmith’s Daughter. Scena InVitro, premiera pol. 3 VII 2013, ang. 13 VII 2013. Reż. Łukasz Witt-Michałowski, tłum. Saba Litwińska (komedia uliczna).
- Dintojra, czyli Kamień nieszczęścia. Scena InVitro, premiera 24 IX 2016. Reż. Łukasz Witt-Michałowski (komedia uliczna).
- Pożar w zamtuzie. Scena InVitro, premiera 24 IX 2016. Reż. Łukasz Witt-Michałowski (komedia uliczna).
- Pogrom w przyszły wtorek. Scena InVitro, premiera 14 VII 2017. Reż. Łukasz Witt-Michałowski i Norbert Rudaś (adaptacja teatralna własnej powieści Pogrom w przyszły wtorek).

### Słuchowiska
- A na imię jej będzie Aniela (Polskie Radio Lublin), 2012. Reż. Agata Koss-Dybała, współautor Małgorzata Żurakowska (adaptacja powieści M. Wrońskiego pod tym samym tytułem).
- Zgniły spokój, Teatrzyk Zielone Oko (Teatr Polskiego Radia), premiera 28 V 2017. Reż. Waldemar Modestowicz.
- Tango nie kłamie, Polskie Radio Lublin, 2017. Reż. Agata Koss-Dybała (pierwowzór opowiadania Trupów hurtowo trzech).
- 5000 brojlerów, PR I (Teatr Polskiego Radia), premiera 10 VI 2018. Reż. Waldemar Modestowicz.

### Scenariusze
- Ta cholerna niedziela, reż. Przemek Kotyński, prod. ORKA Film – Magdalena Zimecka, premiera 5 XII 2014 (film animowany na motywach powieści Morderstwo pod cenzurą, 16 min.).

### Książki popularnonaukowe
- Kosmos [z serii:] Glob – odkrywanie świata, Lublin, Wydawnictwo Paweł Skokowski, 2001 (dla młodzieży; adaptacja na podstawie tekstu Pierre’a Bona w tłumaczeniu Kazimierza Deryło).
- Księga kosmosu, Lublin, Wydawnictwo Paweł Skokowski, 2001 (dla dzieci; adaptacja oryginału francuskiego Émilie Beaumont i Marie-Renée Pimont).

### Wybrane eseje i artykuły
- Młot na Prometeusze, czyli o szukaniu Diabła, „Brytan od Nowa” nr 17, 1995.
- Życie literackie Józefa Czechowicza. Na marginesie wiersza „We czterech”, „Roczniki Humanistyczne” tom XLVIII, zeszyt 1 – 2000; wersja zmieniona w: Czytanie Czechowicza, praca zbior. pod red. Pawła Próchniaka i Jacka Kopcińskiego, Lublin, Wydawnictwo KUL, 2003, s. 233–242.
- Lubelski tygiel, „Gazeta Petersburska” nr 8 (99), 2008.
- Lubelska wojna pomnikowa, „Gazeta Petersburska” nr 1 (101), 2008-2009.
- Bóg kryminalistów, „W drodze” 2011 nr 8 (456).
- Polskie piekiełko i ojciec inkwizytor, „W drodze” 2012 nr 7 (467).
- Wtóra Księga Schulzowska / Das zweite Buch Bruno / Друга шульцова Книга, „Radar” 2012 nr 6 (wyd. trójjęzyczne pol.-niem.-ukr., tłum. niem. Andreas Volk, ukr. Ludmiła Berbenec)[11].